# Атаев, Кандым
Кандым (Гандым) Атаев — советский хозяйственный, государственный и политический деятель.

## Биография
Родился в 1922 году. Член КПСС с 1951 года.
С 1940 года — на хозяйственной, общественной и политической работе. В 1940—1980 гг. — помощник начальника райводхоза, учитель, директор семилетней школы, начальник райотдела водного хозяйства, главный инженер, начальник Тедженского управления оросительных систем, начальник Ашхабадского областного управления водного хозяйства, заместитель министра, министр водного хозяйства Туркменской ССР, министр мелиорации и водного хозяйства Туркменской ССР.
Избирался депутатом Верховного Совета СССР 7-го и 8-го созывов, Верховного Совета Туркменской ССР 9-го и 10-го созывов.
Умер после 1980 года.

## Награды и звания
- орден Трудового Красного Знамени (27.08.1971)[1]
- четыре ордена «Знак Почёта»